# Cyrtandra wentiana
Cyrtandra wentiana är en tvåhjärtbladig växtart som beskrevs av Carl Karl Adolf Georg Lauterbach. Cyrtandra wentiana ingår i släktet Cyrtandra och familjen Gesneriaceae. Inga underarter finns listade i Catalogue of Life.